# Tramway de Saint-Paul à Randon
Le Tramway de Saint-Paul à Randon a fonctionné entre 1899 et 1955 dans la région de Constantine, en Algérie. La ligne est construite à voie normale.

## Histoire
La Compagnie des chemins de fer Bône-Guelma  obtient le 11 mai 1898, une concession pour un tramway reliant la gare de Saint-Paul à Randon. 
L'exploitation de cette ligne est confiée le 15 mai 1915 à la Compagnie des chemins de fer algériens de l'État.

## La ligne
- Gare de Saint Paul[4] - Daroussa[5] - Randon (11,4 km) : ouverture en 1899, fermeture le 1er février 1955[6]